# Всеукраїнська асоціація автомобільних перевізників
ГО «Всеукраїнська асоціація автомобільних перевізників», ВААП — добровільне об'єднання суб'єктів підприємницької діяльності в галузі автомобільного транспорту з метою координації та об'єднання зусиль учасників у захисті їхніх економічних, виробничо-технічних та соціальних інтересів. Найбільша транспортна асоціація України.
ВААП представляє інтереси понад ста своїх членів у комітеті з питань будівництва, транспорту, житлово-комунального господарства і зв'язку Верховної Ради України, Мінінфраструктури України, інших органах державної влади, а також Євразійському комітеті міжнародного союзу громадського транспорту.

## Історія
Заснував асоціацію в 1997 році Рева Віталій Михайлович, який і очолював її до 2011-го.
У 2011 році новим керівником став Ігор Миколайович Шкіря.
У 2012 році асоціація була реорганізована в громадську організацію.
У 2015 році Уряд України за наполяганням ВААП скасував державне і муніципальне регулювання тарифів на перевезення пасажирів і багажу автобусами.

## Співробітництво
Асоціація співпрацює з Російським автотранспортним союзом, Союзом транспортників та дорожників Республіки Молдова. Має налагоджені відносини з АсМАПом України та Головавтотрансінспекцією Мінтрансзв'язку України щодо спільних дій. Має угоду з Державним департаментом автомобільного транспорту Міністерства транспорту та зв'язку України про співпрацю. 

## Члени
У складі асоціації більше сотні транспортних операторів пасажирського автотранспорту, які здійснюють міські, приміські і міжнародні перевезення, страхова компанія «Інго Україна», вітчизняні виробники транспортних засобів, у тому числі ВАТ «Львівський автомобільний завод», корпорація «Еталон», концерн «Укрпромінвест», КП «Київпастранс», УДГ Центр «Автоінформ», більшість підприємств автобусних станцій, дилерські, постачальницькі та інші організації, які пов'язані з ринком пасажирських перевезень.
Має обласні осередки у Вінницькій, Дніпропетровській, Донецькій, Закарпатській, Івано-Франківській, Київській, Кіровоградській, Луганській, Львівській, Миколаївській, Одеській, Рівненській, Тернопільській, Харківській, Херсонській, Хмельницькій, Чернівецькій, Чернігівській областях та міські асоціації в Запоріжжі і Харкові.